# Anja (lied)
Anja is een Nederlandstalige single van de Belgische band Gorky uit 1990.
Het tweede nummer op deze single was Het einde is nabij.
Het liedje verscheen op hun titelloze debuutalbum uit 1992.
Het nummer is geschreven voor de Nederlandse zangeres Anja. Haar grootste hit was getiteld De laatste dans.

## Meewerkende artiesten
- Producer: 
  - Wouter Van Belle
- Muzikanten:
  - Geert Bonne (drums)
  - Luc De Vos (gitaar & zang)
  - Marc Bonne (drums)
  - Wout De Schutter (basgitaar)